# Znamię (film 2002)
Znamię (ang. Dragonfly) – amerykańsko-niemiecki thriller z 2002 roku w reżyserii Toma Shadyaca.

## Obsada
- Kevin Costner jako dr Joe Darrow
- Kathy Bates jako pani Belmont
- Susanna Thompson jako Emily Darrow
- Joe Morton jako Hugh Campbell
- Ron Rifkin jako Charlie Dickinson
- Robert Bailey Jr. jako Jeffrey Reardon
- Jacob Smith jako Ben
- Linda Hunt jako siostra Madeline

## Fabuła
Dr. Joe Darrow nie może dojść do siebie po śmierci swojej żony Emily, która była w ciąży. Miała ona znamię w kształcie ważki i teraz Joe wszędzie widzi takie znaki. Wkrótce kilku pacjentów Emily zaczyna rysować „galaretowate” krzyże i mówi mu, że jego żona próbuje się z nim skontaktować. Choć wielu jego przyjaciół sądzi, że Joe powinien się pogodzić ze stratą, on za wszelką cenę próbuje rozwiązać zagadkę, która prowadzi go aż do Wenezueli, gdzie zginęła jego żona.